# Anourosorex
Genre
Anourosorex  est un genre de musaraignes à dents rouges (Soricidae) (à distinguer des Myosoricinae, les musaraignes à dents rouges africaines).

## Liste des espèces
- Anourosorex assamensis Anderson, 1875
- Anourosorex schmidi Petter, 1963
- Anourosorex squamipes Milne-Edwards, 1872
- Anourosorex yamashinai Kuroda, 1935